# Ligne 55 du tramway de Bruxelles
Pour les articles homonymes, voir Ligne 55.
La ligne 55 du tramway de Bruxelles est une ligne de tramway mise en service le 9 juillet 1968, qui relie aujourd'hui Da Vinci à Rogier. Elle est une des lignes les plus fréquentées du réseau et rencontre certains problèmes de capacités.

## Histoire
La ligne est mise en service le 9 janvier 1968 lors de la quatrième phase de restructuration du réseau de tramway bruxellois entre la place de la Paix à Evere et le cimetière de Saint-Gilles à Uccle avec l'itinéraire suivant, :
- entre la place de la Paix et la gare de Bruxelles-Midi en remplacement de la ligne 56 ;
- de Bruxelles-Midi à la barrière de Saint-Gilles en remplacement de la ligne 9 et enfin de ce point jusqu'au cimetière de Saint-Gilles en remplacement des lignes 7 et 9.

Elle est renforcée par un service partiel 55/ Schaerbeek Place Verboekhoven - Uccle Calevoet,.

### Anciens tracés
La ligne 55 du tram de Bruxelles est créée le 9 juillet 1968 entre le "Cimetière de Saint-Gilles" (devenu arrêt "Silence" par la suite) et la "Place de la Paix" à Evere en empruntant déjà en surface d'abord, le tracé du futur premetro entre Albert, La Barrière de Saint-Gilles, la Porte de Hal, la gare du Midi, la Bourse, Rogier et la gare du Nord.
Le tram 55/ (barré) renforçant la ligne en heures de pointe, avait son terminus devant la gare d'Uccle-Calevoet et y possédait également une voie de garage. Il effectuait la navette jusqu'à la place Verboekhoven à Schaerbeek.
L'inauguration du premetro entre Albert et la gare du Midi le 3 décembre 1993 a dévié le tracé initial du 55 depuis Coghen où, plutôt que de continuer son chemin tout droit sur la chaussée d'Alsemberg vers Albert comme avant, il fut contraint de virer à gauche vers la place de l'Altitude 100, qu'il contournait avant de rejoindre sa rampe d'accès au tunnel premetro située avenue Jupiter. Grâce à ce nouveau site propre souterrain, le tram ne mettait plus que 10 minutes pour rejoindre la gare du Midi depuis la place Albert.
Elle fut ensuite prolongée dans sa partie Nord jusqu'à la gare de Bordet en longeant le cimetière d'Evere rue Fonson via une nouvelle voirie réalisée en expropriant une partie du cimetière.
Son terminus sud situé au carrefour entre la chaussée d'Alsemberg et l'avenue du Silence à Uccle (actuel arrêt "Crematorium" du tram 18 prolongé depuis d'un arrêt jusqu'à "Van Haelen") prenait la forme dite du "chapeau de curé", le virage des longs trams PCC 7900 y était très serré et particulièrement bruyant pour les riverains. Jusqu'en 2008, seuls trois terminus de trams prenaient la forme d'un "chapeau de curé": celui du 18 au "Dieweg", du 39 à "Ban-Eik" et du 55 au "Silence". Ils furent tous supprimés par la suite. Ce système était, en effet, le seul moyen, avec la boucle classique de retournement, pour que les trams unidirectionnels dépourvus de poste de conduite à l'arrière (PCC 7000) puissent repartir en ligne. Cependant, et bien que celui-ci soit devenu obsolète sur cette ligne, car le tram 55 n'était plus exploité que par des PCC 7900 bi-directionnels et que son terminus de "Bordet station" était réversible, il fut maintenu car cette intersection sur voirie étroite le nécessitait. Il est également à préciser que l'avenue du Silence à Uccle ne se situe qu'à 1,5 km du terminus du tram 82 (anciennement 52) de Drogenbos Château.

### Tracé actuel
Dans le cadre de la grande restructuration de la STIB qui dura de mars 2006 à l'été 2008, soit un peu plus de 2 ans, elle fut raccourcie de Silence à Rogier afin de laisser place sur l'axe axe Nord-Sud entre Gare du Nord et Lemonnier, les lignes 3 et 4 desservir les stations, remplaçant les lignes 23, 52, 55, l'ancienne 56, 81.
La ligne actuelle du 55 reprend son tracé initial inchangé, mais seulement entre la station "Rogier" et la gare de "Bordet" bien que légèrement prolongée jusqu'à "Da Vinci". Ne passant plus par la chaussée d'Alsemberg, elle bénéficie ainsi d'une meilleure régularité. De l'autre côté de la ligne, le tronçon Silence - Gare du Midi est repris par la ligne 51.

## Tracé et stations
La ligne 55 du tram de Bruxelles part de Da Vinci, station en correspondance avec la ligne 62. Elle dessert ensuite Bordet Station, ancien terminus de la ligne, situé sur le Boulevard Léopold III et dessert un site propre partagé avec les bus. Les trams prennent ensuite, successivement les rues du Biplan, Fonson et Dekoster pour rallier la place de la Paix. Puis, les T3000 empruntent la rue Van Hamme (dans le sens contraire, c'est la rue Stuckens que les trams empruntent), desservent la station Tilleul et prennent la chaussée de Helmet et la rue Waelhem. Ils arrivent à la place Eugène Verboekhoven, point de correspondance avec la ligne 92. Puis les 55 obliquent vers le sud-ouest, empruntant ainsi la rue Van Oost, desservent la place du Pavillon et après avoir desservi la station du même nom. Après les 55 roulent sur la rue Gaillat, puis sont rejoints par les lignes 25, 62 et 93 à Liedts. Ils se séparent des lignes de trams 62 et 93 et sont rejoints par les 3 à Thomas. Les 55 s'engouffrent ensuite dans les tunnels de l’axe Nord-Sud entre la Gare du Nord. Puis ils remontent pour aboutir au niveau -2  de la station terminus en "cul-de-sac" Rogier et composée, après plus d'une année de fermeture pour travaux, de 4 voies à quai, qu'il partage avec le tram 25 et où il existe une correspondance directe avec les métros 2 et 6.

### Les stations

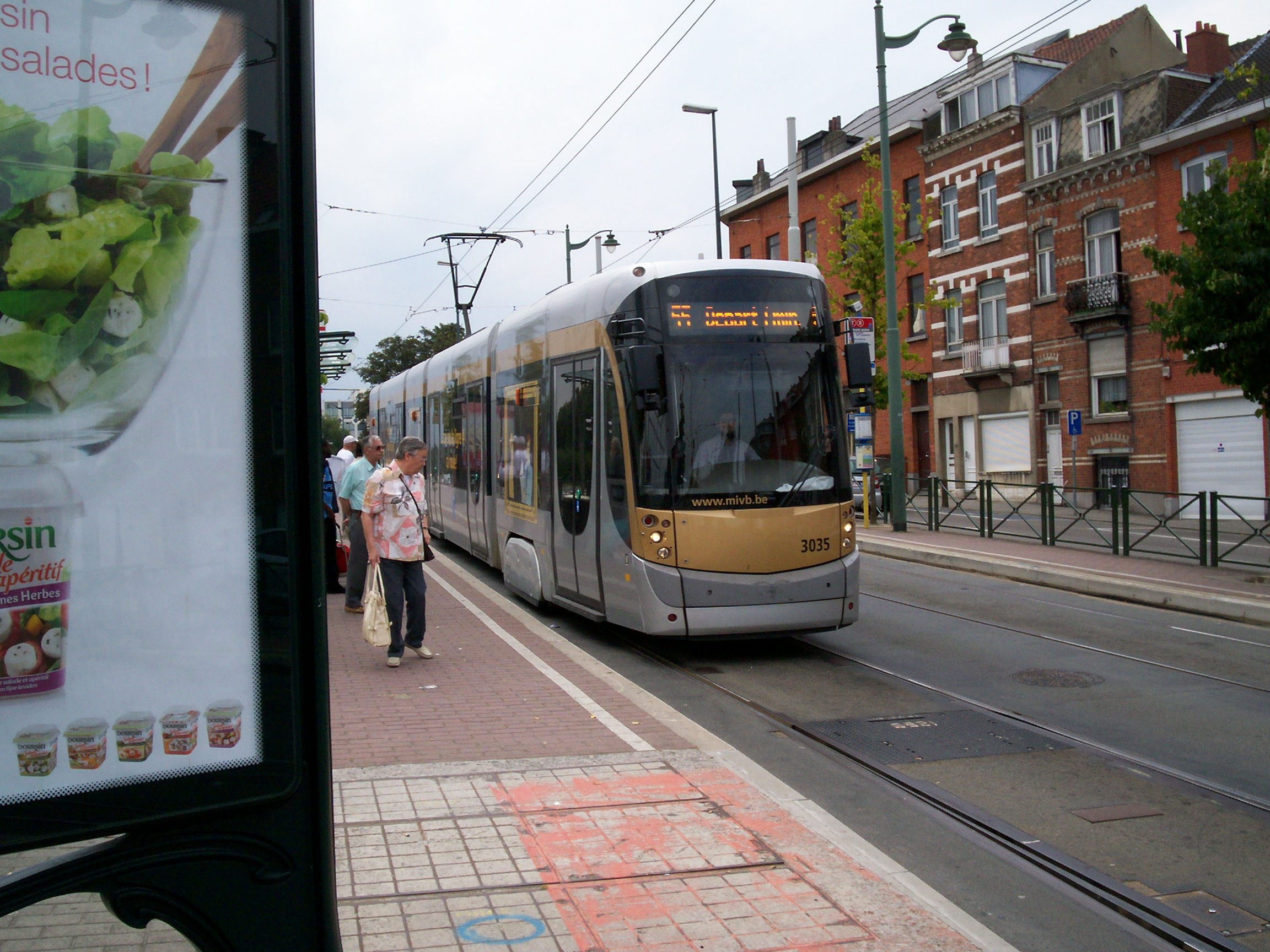
T3000 sur la ligne 55 en station de départ de Bordet Station

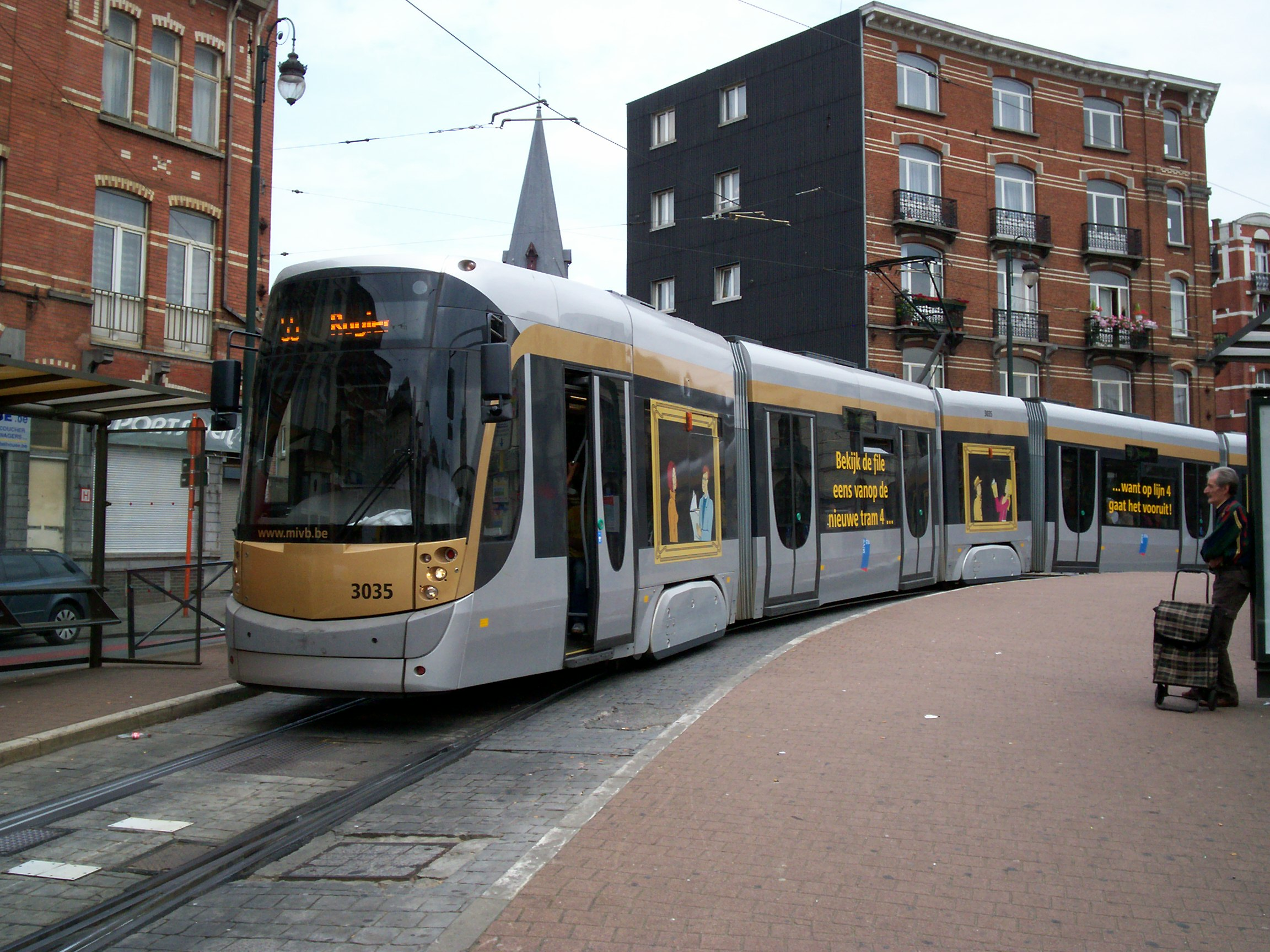
T3000 sur la ligne 55 à Verboekhoven en direction de Rogier

|  |   |  | Stations            | Lat/Long                    | Type     | Communes                | Correspondances                                                      |
|  | - |  | ------------------- | --------------------------- | -------- | ----------------------- | -------------------------------------------------------------------- |
|  | ● |  | Da Vinci            | 50° 52′ 36″ N, 4° 24′ 43″ E |          | Evere                   | (T) · (62) · (B) · (12) · (65) · (69) · (80)                         |
|  | ○ |  | Bordet Station      | 50° 52′ 43″ N, 4° 24′ 35″ E |          | Bruxelles-Ville / Evere | (B) · (21) · (59) · (64) · (65) · (69) · (80)                        |
|  | ○ |  | Van Cutsem          | 50° 52′ 48″ N, 4° 24′ 26″ E |          | Evere                   |                                                                      |
|  | ○ |  | Fonson              | 50° 52′ 44″ N, 4° 24′ 14″ E |          | Evere                   | (B) · (45) · (64)                                                    |
|  | ○ |  | Paix                | 50° 52′ 37″ N, 4° 24′ 03″ E |          | Evere                   | (B) · (45) · (64)                                                    |
|  | ○ |  | Tilleul             | 50° 52′ 33″ N, 4° 23′ 33″ E |          | Evere / Schaerbeek      |                                                                      |
|  | ○ |  | Helmet              | 50° 52′ 26″ N, 4° 23′ 14″ E |          | Schaerbeek              |                                                                      |
|  | ○ |  | Foyer Schaerbeekois | 50° 52′ 19″ N, 4° 23′ 06″ E |          | Schaerbeek              |                                                                      |
|  | ○ |  | Waelhem             | 50° 52′ 12″ N, 4° 22′ 54″ E |          | Schaerbeek              |                                                                      |
|  | ○ |  | Verboekhoven        | 50° 52′ 17″ N, 4° 22′ 33″ E |          | Schaerbeek              | (T) · (92) · (B) · (56) · (58) · (59)                                |
|  | ○ |  | Pavillon            | 50° 52′ 10″ N, 4° 22′ 16″ E |          | Schaerbeek              | (B) · (58)                                                           |
|  | ○ |  | Gallait             | 50° 52′ 00″ N, 4° 22′ 08″ E |          | Schaerbeek              |                                                                      |
|  | ○ |  | Liedts              | 50° 51′ 55″ N, 4° 22′ 04″ E |          | Schaerbeek              | (T) · (25) · (62) · (93)                                             |
|  | ○ |  | Thomas              | 50° 51′ 56″ N, 4° 21′ 49″ E |          | Schaerbeek              | (T) · (10) · (25)                                                    |
|  | ○ |  | Gare du Nord        | 50° 51′ 37″ N, 4° 21′ 37″ E | Prémétro | Schaerbeek              | (T) · (4) · (10) · (25) · (B) · (14) · (20) · (58) · (61) · (88)     |
|  | ● |  | Rogier              | 50° 51′ 19″ N, 4° 21′ 28″ E | Prémétro | Saint-Josse-Ten-Noode   | (M) · (2) · (6) · (T) · (4) · (10) · (25) · (B) · (58) · (61) · (88) |

## Images

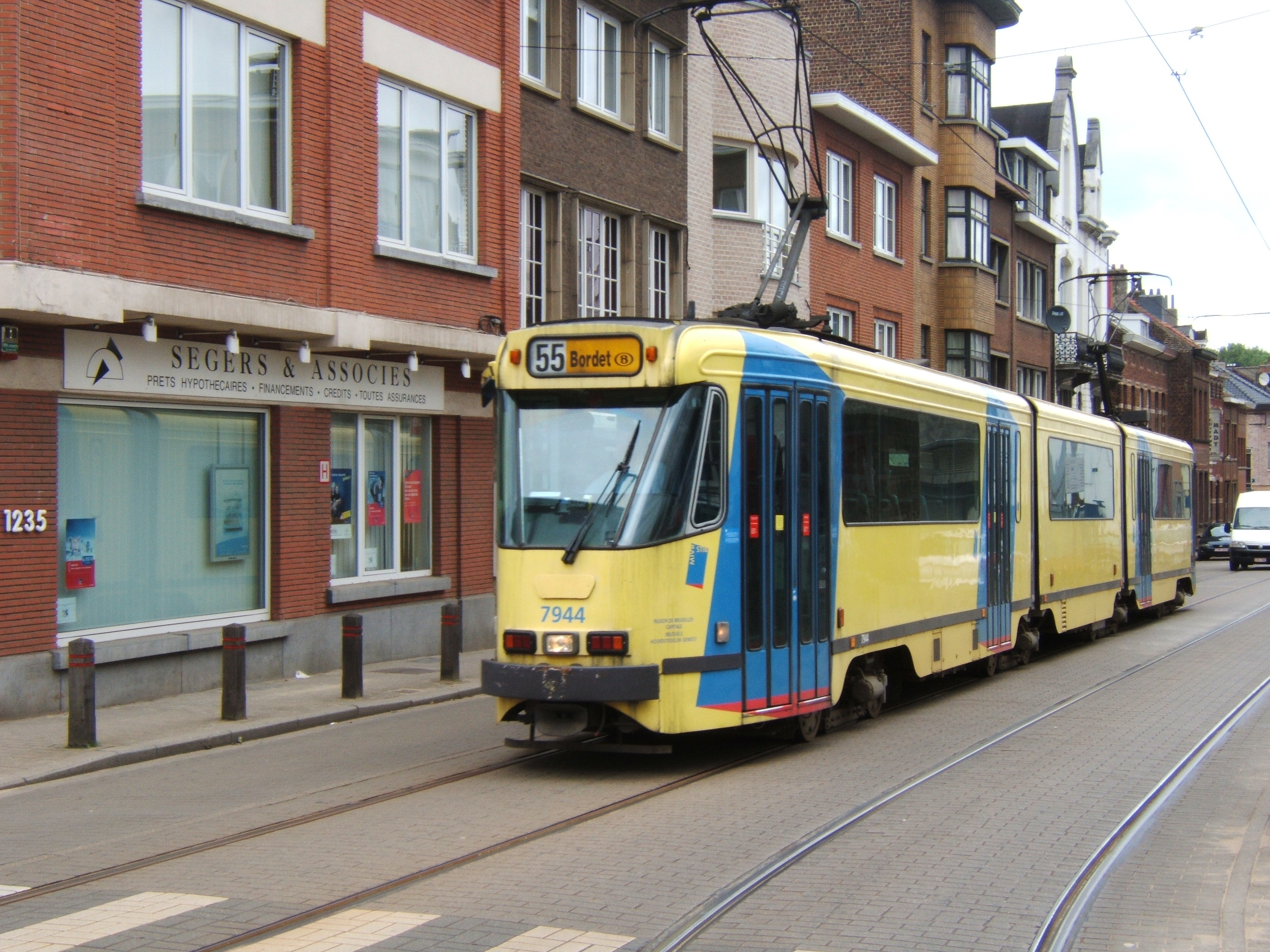
PCC 7944 au terminus ucclois du "Silence" le 4 juin 2006
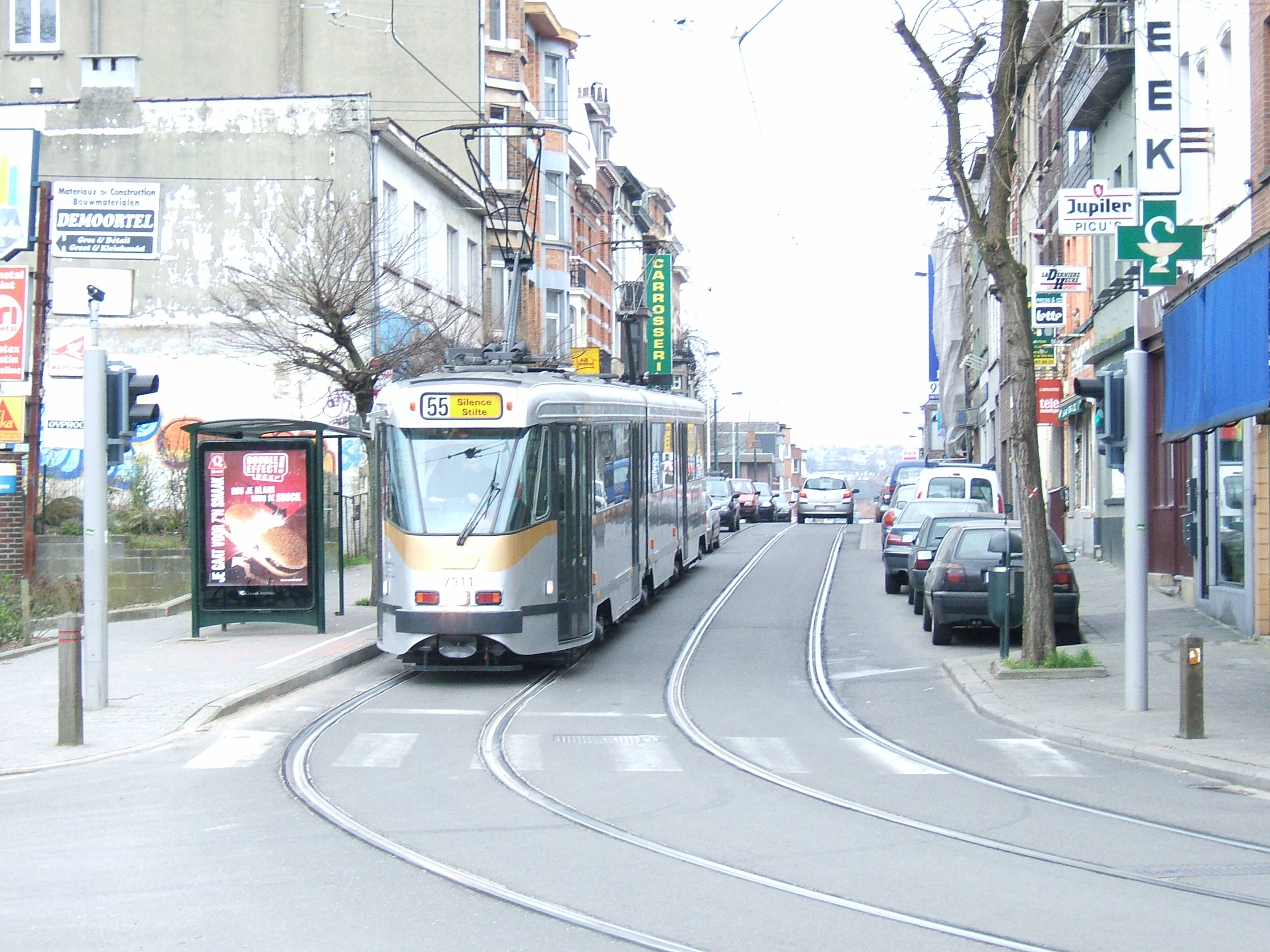
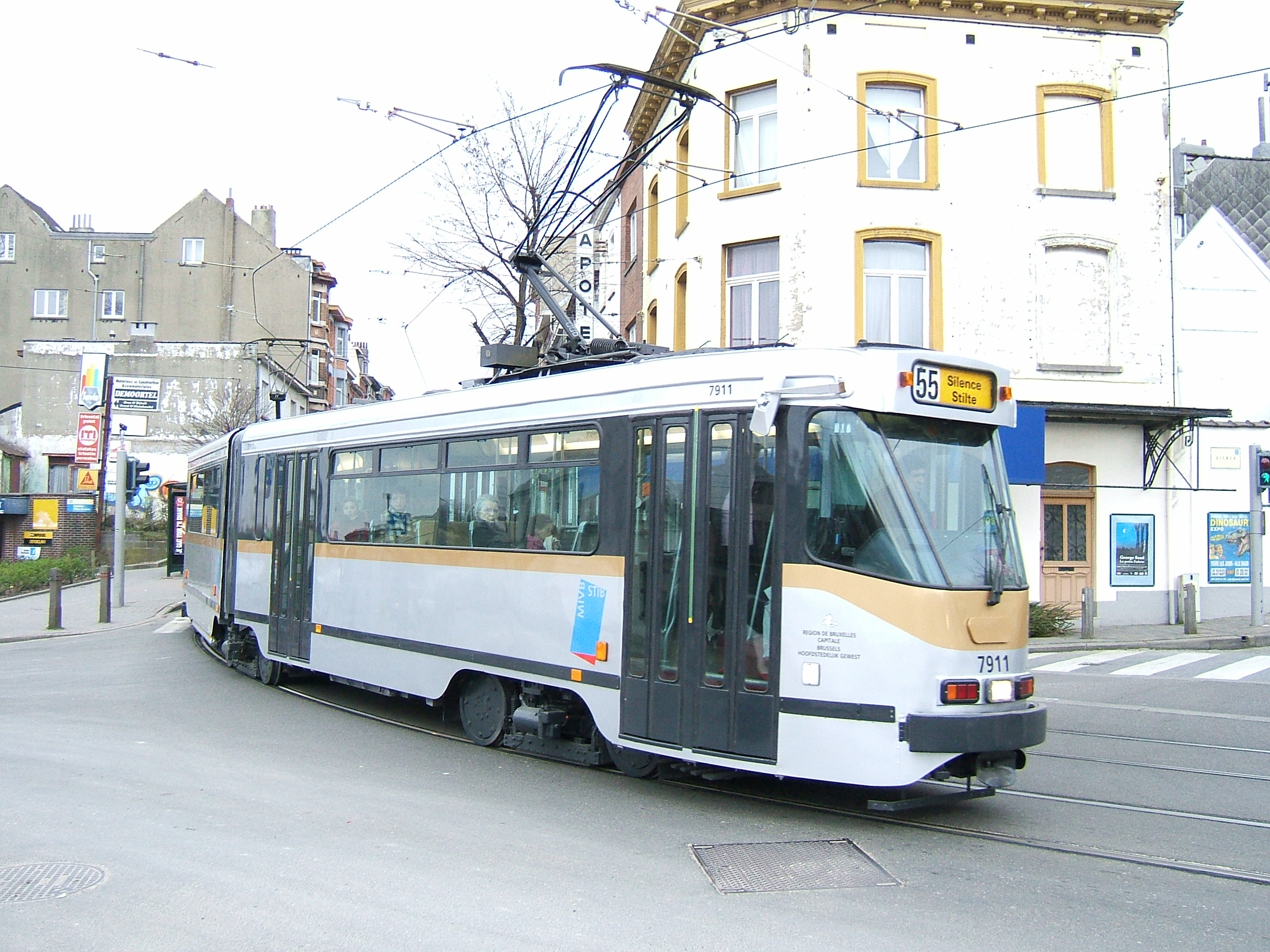
PCC 7911 nouvelle livrée au Tram 55 à la gare de Uccle-Calevoet vers le Silence le 17 mars 2007
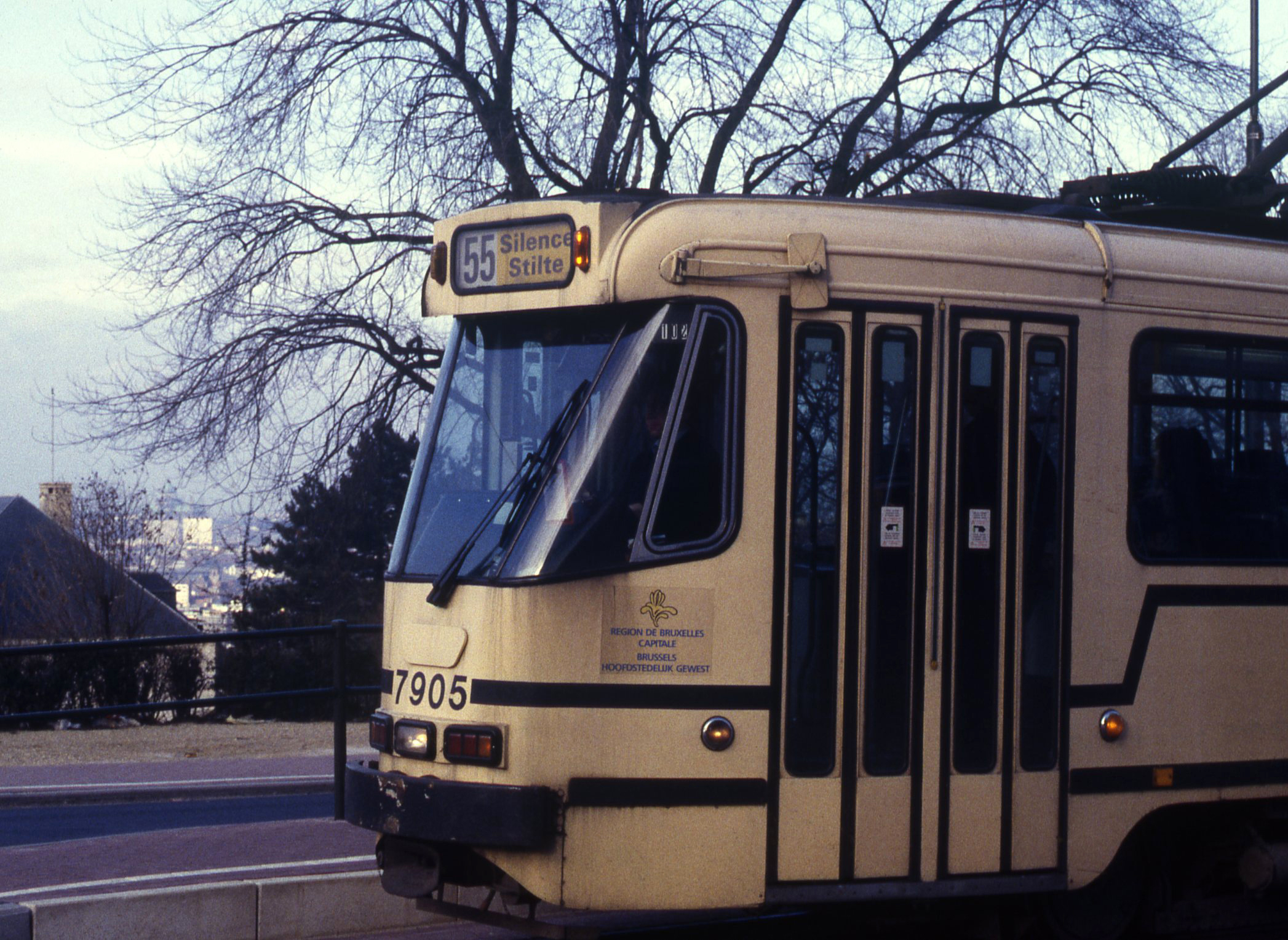
Le PCC 7905 au Tram 55 vers le "Silence" marque l'arrêt à "Jupiter" juste après sa sortie du tunnel premetro en 1994
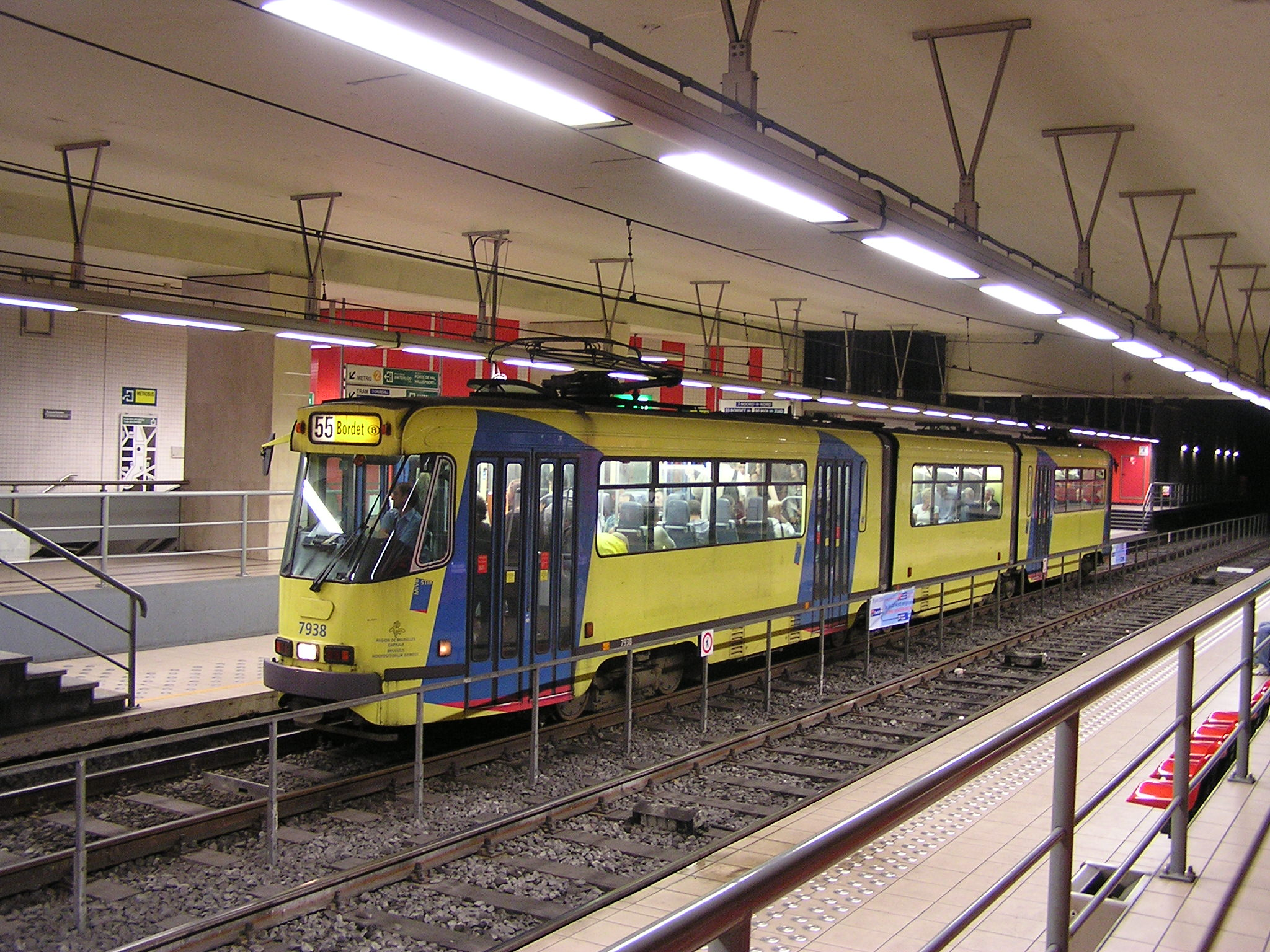
Tram 55 vers Bordet à la station Porte de Hal

## Exploitation de la ligne

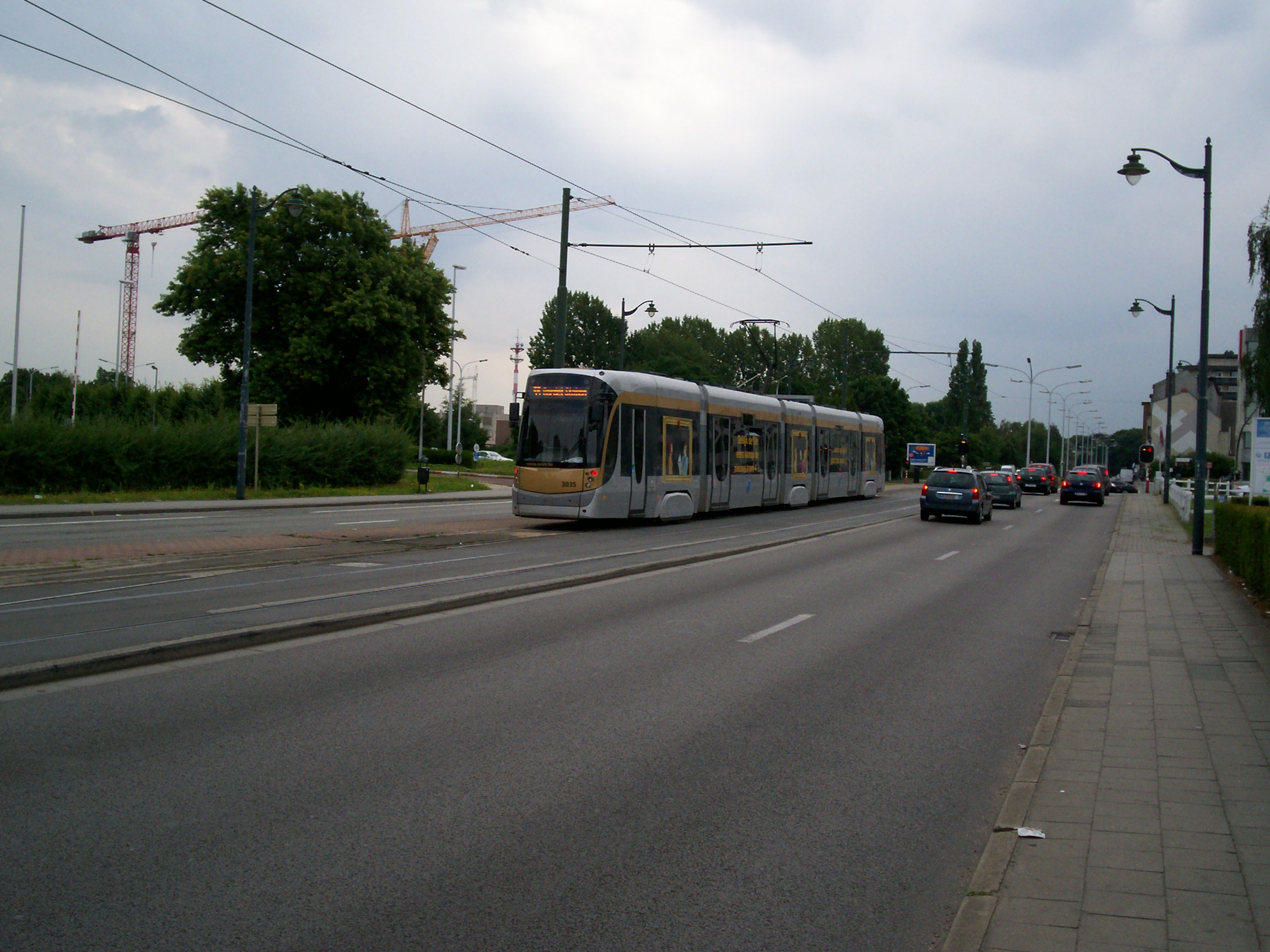
T3000 sur la ligne 55 au point de rebroussement de la station terminus Bordet Station

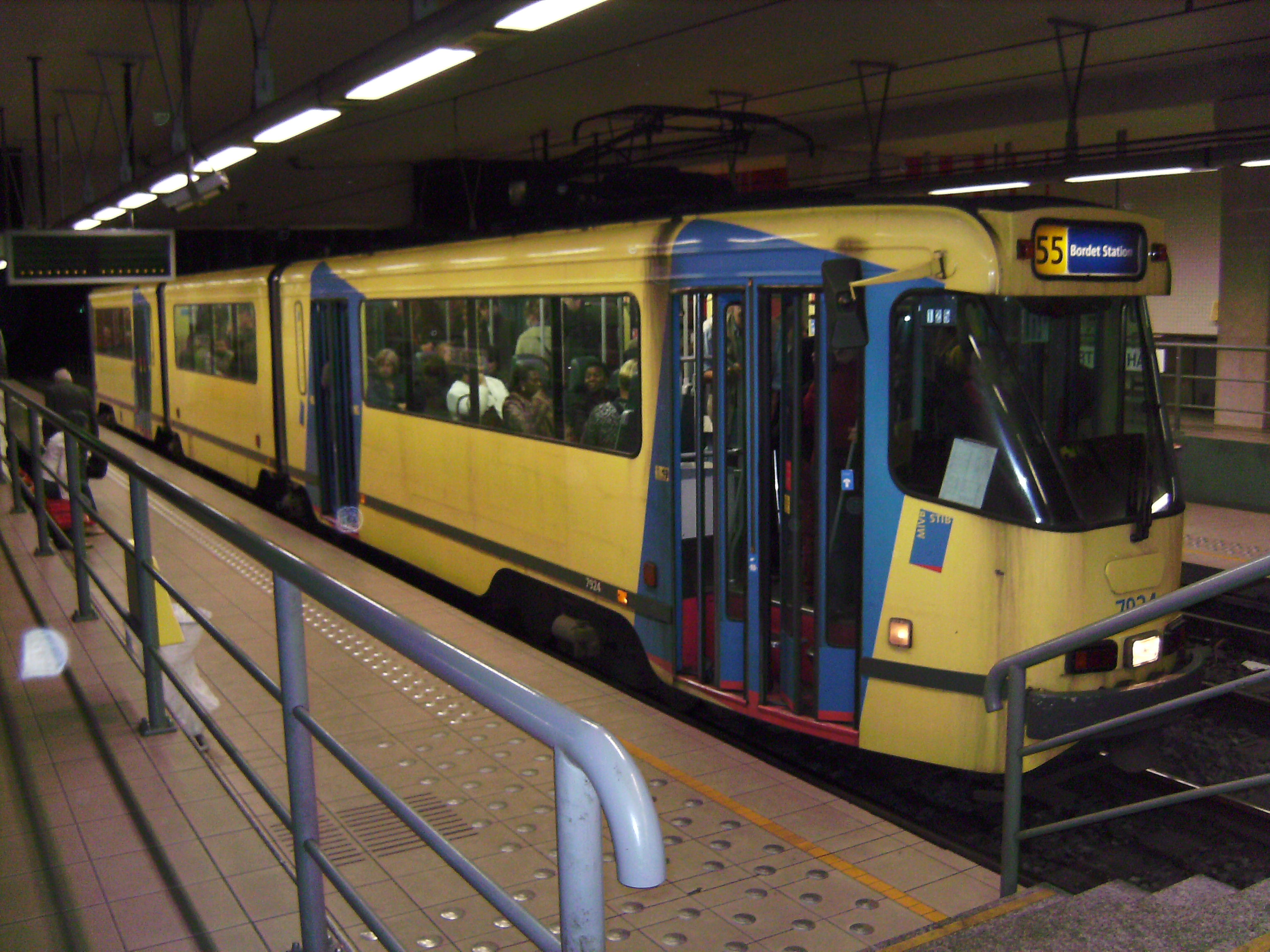
Motrice PCC 7900 à Porte de Hal avant la disparition des PCC de la ligne et la limitation de cette dernière à Rogier.

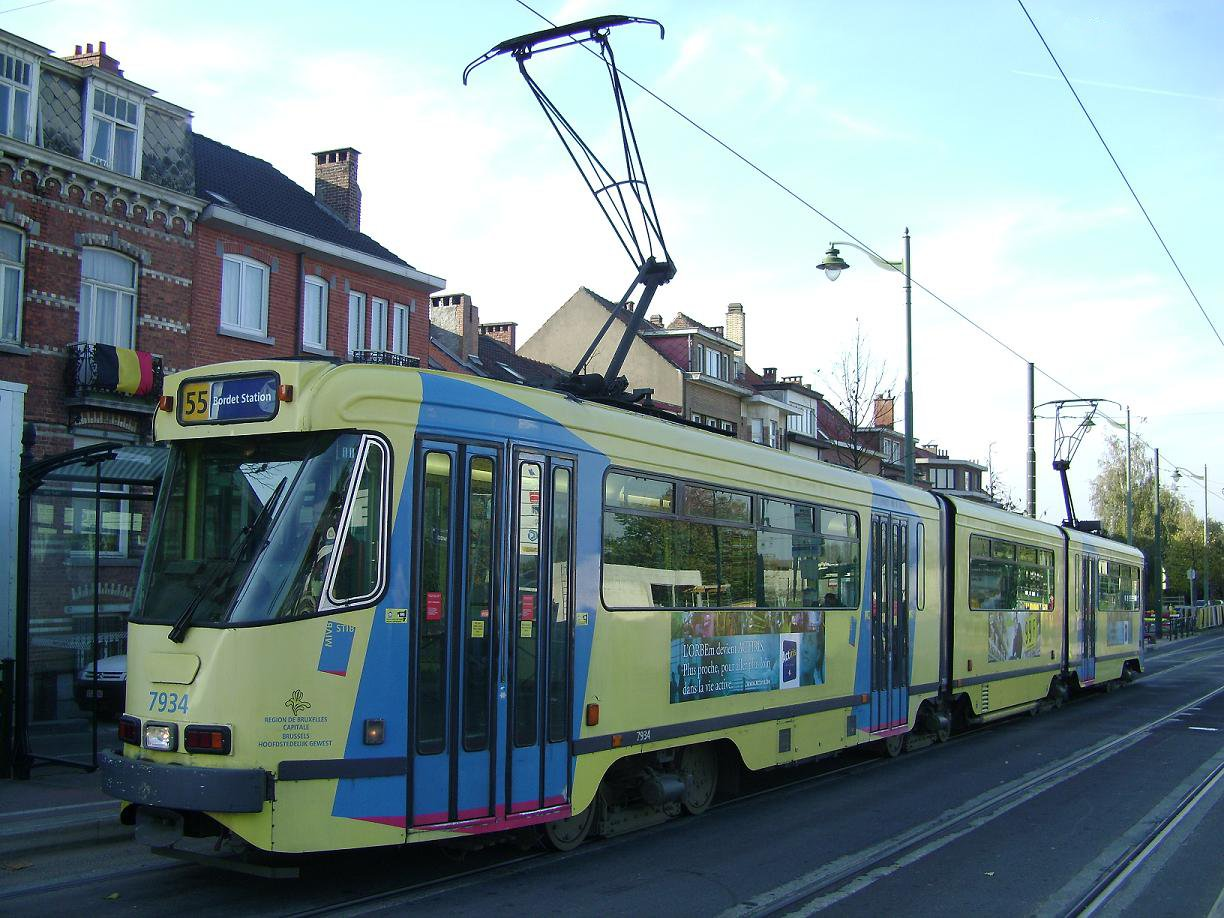
Motrice PCC 7934 à son terminus Nord à l'époque où la ligne ralliait Bordet à Silence.

La ligne 55 du tram de Bruxelles est exploitée par la STIB. Elle fonctionne environ entre 5 h et 1 h, tous les jours sur la totalité du parcours. Les tramways rallient Da Vinci à Rogier en 20 à 25 minutes.

### Fréquence
Les temps de parcours sont donnés à titre indicatif à partir du site de la STIB.
- En journée, jusqu'à 20 heures :
  - Du lundi au vendredi...
    - Horaire d'hiver : C'est un tram toutes les 6 minutes en heure de pointe et toutes les 10 minutes en heure creuse
    - Petites vacances scolaires : C'est un tram toutes les 8 minutes en heure de pointe et toutes les 12 minutes en heure creuse
    - Grandes vacances : C'est un tram toutes les 10 minutes en heure de pointe et toutes les 15 minutes en heure creuse

  - Les samedis...
    - Horaire d'hiver et Petites vacances scolaires : C'est un tram toutes les 20 minutes, le matin et toutes les 15 minutes en heure creuse
    - Grandes vacances : C'est un tram toutes les 20 minutes, toute la journée

  - Les dimanches, c'est, toutes périodes confondues, un tram toutes les 20 minutes, toute la journée.
- En soirée, c'est un tram toutes les 20 minutes, toutes périodes confondues.

### Matériel roulant
La ligne 55 est, aujourd'hui, équipée de T 3000, les nouveaux trams à plancher bas intégral, de long gabarit et très grande capacité du réseau. Ils représentent le renouveau du tramway à Bruxelles, par rapport aux tramways PCC actuellement en service.

### Tarification et financement
La tarification de la ligne est identique à celles des autres lignes (hors cas de la desserte de l'aéropport) exploitées par la STIB et dépend soit des titres Brupass et Brupass XL permettant l'accès aux réseaux STIB, TEC, De Lijn et SNCB soit des titres propres à la STIB valables uniquement sur ses lignes.
Le financement du fonctionnement de la ligne, entretien, matériel et charges de personnel, est assuré par la STIB.

### Impact de la troisième ligne de métro
La transformation de l'axe nord-sud du prémétro de Bruxelles en une véritable ligne de métro, la ligne 3 verra le jour en 2025 sur le tronçon Albert-Gare du Nord par transformation de l'existant. En 2023, la ligne sera prolongée à la gare de Bordet par une section entièrement nouvelle comprenant sept nouvelles stations (Liedts, Collignon, Verboekhoven, Riga, Tilleul, Paix, Bordet Station) en reprenant à peu de chose près le même tracé de la ligne 55.
En conséquence, la suppression d'une partie de la ligne 55 (entre Verboekhovent et Da Vinci) est ainsi prévue ce qui suscite l'opposition des associations de riverains. Le retard pris dans le creusement des tunnels du métro sous le palais du Midi pousse ces associations à proposer un projet alternatif de Prémétro + où la ligne 55 serait prolongée au-delà de Bruxelles-Nord jusqu'à la station Albert, traversant le centre-ville par l'axe nord-sud et compensant la disparition des trams de la ligne 51 entre la gare du Midi et Albert.